# 无边记
无边记（英語：Freeform）是蘋果公司为macOS、iOS、iPadOS与visionOS设备开发的一款白板应用程序，于2022年苹果全球开发者大会首发，并于同年12月13日与iOS 16.2、iPadOS 16.2和macOS 13.1同步正式推出。该应用程序允许用户创建大面积的画布展示包括文字笔记、照片、文件和网页链接在内的输入。在iOS和iPadOS上亦存在多种与Apple Pencil兼容的画笔和刷子工具，使用户可以像在应用程序备忘录一样在版面上进行绘图和书写。
该应用程序鼓励用户使用腦力激盪法，允许用户之间进行实时合作，并支持FaceTime与iCloud同步。